# キリング・オブ・ケネス・チェンバレン
『キリング・オブ・ケネス・チェンバレン』（原題：The Killing of Kenneth Chamberlain）は、デヴィッド・ミデルが製作、監督、脚本を務めた2019年公開のアメリカ合衆国のスリラー映画。主演のフランキー・フェイソンが実在した人物ケネス・チェンバレンを演じた。
本作は、2011年11月29日にニューヨーク州ホワイトプレインズで発生したケネス・チェンバレン射殺事件に基づいている。モーガン・フリーマンとロリー・マクレアリーが製作総指揮を務めた。
本作の上映時間は、実際の事件とほぼ同じで、事件をリアルタイムで追体験するドキュメンタリーのような構成となっている。

## あらすじ
2011年11月19日、午前5時22分。心臓病を患う68歳の黒人ケネス・チェンバレンは、貧しい一人暮らしのアパートで寝ぼけて医療用通報装置を作動させてしまう。ライフ・センターから確認の通信が入ったが、ケネスは気づかない。ライフ・センターは念のために地元警察に安否確認を依頼した。
3人の白人警官が駆けつける。ドアを叩かれ、ケネスはドア越しに間違いだと話す。だが、警官たちは顔を見て安否確認するまではと引き下がらない。
妄想を伴う双極性障害（躁うつ病）の入院歴があるケネスは、危害を加えられると考え、頑なにドアを開けることを拒み続けた。ライフ・ガードが緊急連絡先の姉に連絡し、姪がアパートに駆け付けたが、警官たちは話をさせない。
ケネスはライフ・ガードに間違いの通報だったと話し、安否確認を取り消してもらう。しかし警官たちは、ケネスが何かを隠していると疑い、室内を見るまでは諦めようとしなかった。
警官たちは応援の緊急対応班を呼び、斧やハンマーでスチール扉を破壊し始める。離れて暮らす家族が次々と電話をかけてきたが、「令状もない。違法だ」とケネスはドアを開けない。
午前7時前。警官たちは遂にドアを破り突入する。医療用通報装置を抱えてライフ・ガードと話していたケネスは、テーザー銃で撃たれ、組み伏せられる。興奮した警官の一人が自分の拳銃で、もがくケネスを射殺した。この事件で起訴されたり、有罪となったりした警官はいなかった。

## 登場人物
- ケネス・チェンバレン：フランキー・フェイソン
- マイケル・ロッシ巡査：エンリコ・ナターレ
- ウォルター・パークス巡査部長：スティーブ・オコンネル（英語版）
- パトリック・ジャクソン巡査：ベン・マーテン
- トニア・グリーンヒル：アンジェラ・ピール
- フラニガン巡査：トム・マッケロイ
- ケネス・チェンバレン・ジュニア：ラロイス・ホーキンス（英語版）
- タルボット巡査：クリストファー・R・エリス
- キャンディス・ウェイド：アニカ・ノニ・ローズ
- エヴァンス巡査：アントニオ・ポーク

## 公開
2019年10月27日、オースティン映画祭でワールドプレミア上映された。
日本では、AMGエンタテインメント配給で2023年9月15日に劇場公開された。

## 評価

### 批評家の反応
批評集積サイトRotten Tomatoesでは、35件の批評家レビューがあり、支持率97% で、平均点は7.9/10となっている。批評家の総意は「現実の悲惨な出来事とフランキー・フェイソンの素晴らしい演技を基に、組織の破綻に対する痛烈な非難を描いている。」としている。
Metacriticでは、5件の批評家レビューがあり、加重平均値は82/100となっている。

### 受賞とノミネート
| 受賞年 | 賞                               | カテゴリ                | 受賞者                                   | 結果       |
| ------ | -------------------------------- | ----------------------- | ---------------------------------------- | ---------- |
| 2019年 | オースティン映画祭               | 長編映画部門 - 審査員賞 | 『キリング・オブ・ケネス・チェンバレン』 | 受賞       |
| 2019年 | オースティン映画祭               | 長編映画部門 - 観客賞   | 『キリング・オブ・ケネス・チェンバレン』 | 受賞       |
| 2021年 | ゴッサム賞                       | 主演賞                  | フランキー・フェイソン                   | 受賞       |
| 2022年 | インディペンデント・スピリット賞 | 主演男優賞              | フランキー・フェイソン                   | ノミネート |
| 2022年 | インディペンデント・スピリット賞 | 編集賞                  | エンリコ・ナターレ                       | ノミネート |
| 2022年 | インディペンデント・スピリット賞 | 今後注目すべき映画監督  | デヴィッド・ミデル                       | ノミネート |